# Randy Rampage
Randy Rampage és un baixista i cantant canadenc. Va ser el cofundador i baixista del grup de hardcore D.O.A.. Rampage va deixar el grup a principis de la dècada dels 80. A la fi de la mateixa dècada va esdevenir el cantant del grup de thrash metal Annihilator. Amb Annihilator va gravar el primer disc, el conegut Alice in Hell (1989). Durant la posterior gira de presentació del disc, Rampage va abandonar el grup.
L'any 1999 va retornar a Annihilator i va ser el cantant en el disc Criteria for a Black Widow. Rampage també va ser el cantant d'Annihilator durant les gires que el grup canadenc va realitzar l'any 2000. Tot i això, Rampage va ser expulsat pel guitarrista i fundador del grup, Jeff Waters, abans que la gira acabés. Els motius de l'expulsió de Rampage d'Annihilator van ser deguts als problemes que tenia amb l'alcohol i les drogues.
Des de l'any 2005, Rampage és el cantant del grup Stress Factor 9 juntament amb el qual també havia estat bateria d'Annihilator, Ray Hartmann.